# صرخة من عالم آخر
صرخة من عالم آخر هو فيلم تلفزيوني مغربي من إخراج إبراهيم الشكيري سنة 2018، وبطولة كل من عمر لطفي، كليلة بونعيلات، عزيز داداس، دنيا بوتازوت، صلاح الدين بنموسى، نعيمة لمشرقي، وآخرين.

## القصة
يقرر عدنان العودة إلى بلده من أجل بيع أراض ورثها عن والدها لتمويل مشروع له خارج المغرب. بعد العودة إلى المغرب بدأت رسائل مشفرة تصل إلى عدنان، رسائل عن ماض ملوث لعائلة بأكملها.